# Li Kečjang
Li Kečjang (kitajsko: 李克强; pinjin: Lǐ Kèqiáng); kitajski politik; * 1. julij 1955, Hefei, † 27. oktober 2023, Šanghaj.
15. marca 2013 je postal predsednik Državnega sveta Ljudske republike Kitajske, kitajski predsednik vlade.
Li je bil po poklicu ekonomist in vodja kitajske izvršilne veje oblasti ter ena od vodilnih osebnosti Kitajske osrednje komisije za finančne in gospodarske zadeve, osrednje komisije za zunanje zadeve, komisije za nacionalno varnost Komunistične partije Kitajske in osrednje komisije za celovito poglobljene reforme. Je tudi drugi najpomembnejši član Stalnega odbora politbiroja Komunistične partije Kitajske (KPK), ki je "de facto" najvišji organ odločanja v državi. Li je skupaj s Ši Džinpingom, generalnim sekretarjem Komunistične partije Kitajske, pomemben del »petega rodu kitajskega vodstva«. 
Li je napredoval po funkcijah, saj je sodeloval v Zvezi komunistične mladine. Med letoma 1998 in 2004 je bil guverner province Henan in sekretar komiteja Komunistične partije Kitajske. Med letoma 2004 in 2007 je bil partijski sekretar Liaoninga, najvišjega političnega urada v provinci. Med letoma 2008 in 2013 je bil Li prvi podpredsednik vlade pod takratnim predsednikom vlade Ven Džjabaom nadzoroval širok portfelj, ki je vključeval gospodarski razvoj, nadzor cen, finance, podnebne spremembe in makroekonomsko upravljanje.
Glede na izkušnje iz Mladinske zveze je Li na splošno veljal za političnega zaveznika nekdanjega voditelja Hu Džintaa. Sprva je veljal za kandidata za vrhovnega voditelja, Li je namesto tega leta 2013 prevzel položaj predsednika vlade in omogočil, da je kitajska vlada preusmerila prednostne naloge z rasti, ki temelji na izvozu, na večjo osredotočenost na notranjo porabo. Poleg tega sta Li in njegov kabinet maja 2015 začela izvajati strateški načrt Made in China 2025..
V gospodarstvu je veljal za zagovornika liberalizacije, Li naj bi predstavljal bolj pragmatično in tehnokratsko plat kitajskega vodstva.

## Zgodnje življenje in izobraževanje
Li Kečjang se je rodil 1. julija 1955 v mestu Hefei v provinci Anhui. Njegov oče je bil lokalni uradnik v Anhui-ju. Li je leta 1974, v času kulturne revolucije, končal srednjo šolo št. 8 Hefei in bil poslan na podeželsko delo v okrožje Fengjang v Anhui-ju, kjer se je sčasoma pridružil Komunistični partiji Kitajske in postal partijski vodja lokalne produkcijske skupine.V tem času je prejel naziv »izjemnega posameznika na področju preučevanja Maove misli«.
Li je zavrnil očetovo ponudbo, da bi ga pripravil za vodenje stranke v lokalnem okrožju in se vpisal na pravno fakulteto na Univerzi v Pekingu, kjer je diplomiral iz prava in postal predsednik študentskega sveta univerze. Leta 1995 je postal doktor filozofije in iz ekonomije, njegov doktorski svetovalec pa je bil ugledni ekonomist Li Jining. Za svojo doktorsko disertacijo je prejel nagrado Sun Džefang.
Leta 1982 je Li postal tajnik Zveze komunistične mladine Kitajske na Pekinški univerzi. Leta 1983 je kot član sekretariata vstopil v najvišje vodstvo nacionalne organizacije Zveze komunistične mladine Kitajske (ZKM) in od takrat tesno sodeluje z nekdanjim generalnim sekretarjem partije Hu Džintaom, ki je prav tako napredoval v vrstah ZKM. Li je leta 1993 postal prvi sekretar organizacije in bil njen član do leta 1998. Je predstavnik prve generacije, ki se je povzpela iz vodstva ZKM.

## Vzpon v službi (1998-2012)

### Pokrajinski mandati
Li je junija 1998 postal najmlajši sekretar kitajske province, po tem ko je bil pri 43 letih imenovan za guvernerja province Henan. Po navedbah provincialnih uradnikov, ki so takrat sodelovali z njim, se Li ni želel udeleževati banketov ali velikih razkošnih dogodkov, ki niso bili povezani z vladnimi dejavnostmi. V času, ko je bil guverner, pa se je zaradi treh velikih požarov v pokrajini v javnosti pojavil občutek, da je imel »smolo«.
Li je znan kot odkritosrčen in je vodil gospodarski razvoj v Henanu ter revno notranjost države spremenil v privlačno območje za naložbe. Li ni zapravljal časa za površinske projekte. Potoval je po vseh regijah province in poskušal poiskati celovito rešitev za njene naraščajoče težave. Henan je na nacionalni lestvici BDP, leta 2004 z 28. mesta na začetku 1990-ih poskočil na 18. mesto. Vendar pa je bila njegova vlada razmeroma neučinkovita pri zajezitvi epidemije HIV/AIDS, ki je prizadela podeželska območja province.
Li je bil decembra 2004 premeščen na mesto partijskega sekretarja v Liaoning in tako prevzel najvišjo politično funkcijo v provinci. Tam je znan po projektu "Pet točk do ene črte", v okviru katerega je povezal Dalian in Dandong ter vrsto drugih kitajskih pristanišč v celovito omrežje za izboljšanje trgovinskega pretoka.
Zaradi izkušenj iz Mladinske zveze in sodelovanja s takratnim vrhovnim voditeljem Hu Džintaom je bil Li že na začetku Huovega mandata obravnavan kot kandidat za njegovega naslednika, po tem ko se mu je leta 2012 iztekel mandat voditelja stranke. Li je postal član stalnega odbora politbiroja na 17. kongresu partije, ki je potekal oktobra 2007. Na položaju pokrajinskega partijskega sekretarja ga je nasledil guverner Žang Venjue. Čeprav se je Lijeva politična prihodnost zdela obetavna, ga je v stalnem odboru prehitel Ši Džinping, ki je pravkar zapustil mesto partijskega sekretarja v Šanghaju in se pridružil centralnemu vodstvu v Pekingu. Ta vrstni red je navidezno pomenil, da bo Ši in ne Li tisti, ki bo sčasoma nasledil Huja na položaju generalnega sekretarja in predsednika stranke. Na nacionalnem ljudskem kongresu leta 2008 je bil Li izvoljen za podpredsednika vlade, prvega po rangu, kar je okrepilo ugibanja, da bo Li postal predsednik vlade in da ga pripravljajo za naslednika takratnega predsednika vlade Ven Džjabaoja.

## Podpredsednik vlade (2008-2013)
Med svojim prvim mandatom v PSC med letoma 2007 in 2012 je Li prevzel najpomembnejše resorje v Kitajski vladi, vključno z gospodarskim razvojem, državnim proračunom, zemljišči in viri, okoljem in zdravjem, domnevno zato, da bi se pripravil na prihajajoče premiersko mesto. Postal je tudi vodja osrednjih komisij, ki so nadzorovale jez Treh sotesk in projekt prenosa vode z juga na sever, ter vodja usmerjevalnih odborov, odgovornih za reformo zdravstvenega varstva, varnost hrane in dela, povezane z aidsom. Poleg tega je bil Li glavni namestnik premiera Ven Džjabaja pri obsežnih nalogah na področju podnebnih sprememb, energije, informacijske tehnologije, revitalizacije severovzhodne Kitajske in razvoja kitajskega skrajnega zahoda.
Li je prvič nastopil na mednarodni ravni leta 2010 na Svetovnem gospodarskem forumu v Davosu v Švici. Na forumu je Li pred svetovnimi poslovnimi in političnimi voditelji jedrnato predstavil dolgoročno vizijo razvoja Kitajske. Li je WEF seznanil zlasti s kitajsko zavezanostjo trajnostnemu razvoju, zeleni energiji, zmanjšanju dohodkovne vrzeli in moderniziranju ključnih strateških panog. Medtem ko je Li ponovno poudaril zavezanost Pekinga mirnemu razvoju in osredotočenost na povečanje domačega povpraševanja zaradi zunanjih pritiskov med svetovno finančno krizo, je posvaril tudi pred protekcionizmom in dejal, da je »odpiranje lahko dvostransko in večstransko ... v tem smislu je ena plus ena največkrat večja od dveh«. Dotaknil se je tudi pomena mednarodnega razvoja in mednarodnih finančnih reform. Pozval je k strukturi globalnega upravljanja, ki bi »bolj odražala spremembe na svetovnem političnem in gospodarskem prizorišču«.
Februarja 2010 je imel Li govor pred voditelji na ministrski in pokrajinski ravni o pomenu spremembe gospodarske strukture države, da bi bila bolje pripravljena na prihodnjo rast. Govor je bil z manjšimi izpusti objavljen 1. junija v Qiushi-ju, publikaciji komunistične partije o politični teoriji. Li je dejal, da je Kitajska prišla do kritične zgodovinske prelomne točke, na kateri je treba temeljito spremeniti strukturo gospodarstva, da bi država lahko nadaljevala svojo pot rasti. Li je zlasti poudaril, da je treba povečati domačo potrošnjo, in poudaril pomen nadaljnje urbanizacije. Li je tudi poudaril, da bi se morala Kitajska usmeriti v bolj srednjerazredno družbo z »oljčno« obliko razdelitve bogastva, pri čemer bi večina prebivalstva in bogastva v državi pripadala srednjemu razredu.
Ponovno je poudaril tudi pomen industrializacije, urbanizacije Kitajske in modernizacije kmetijstva na Kitajskem, da bi izboljšali konkurenčnost, prehransko varnost, energetsko varnost, dostopnost stanovanj in zdravstveno varstvo.
Avgusta 2011 je bil Li na uradnem obisku v Hongkongu, med drugim je obiskal Univerzo v Hongkongu. Zaradi politično občutljivih vprašanj in povečane varnosti v zvezi s tem dogodkom je prišlo do incidenta Hongkong 818, dogodka, ki je na tem ozemlju povzročil polemike.
Na 18. partijskem kongresu, ki je potekal jeseni 2012, je bil Li povišan na drugo mesto v Stalnem odboru politbiroja (PSC) in tako postal eden od najpomembnejših voditeljev Kitajske. Ker se je pričakovalo, da bo postal predsednik vlade, se je to spremenilo v primerjavi s prejšnjim dogovorom v PSC iz leta 1997, po katerem je bil predsednik vlade na tretjem mestu za predsednikom Stalnega odbora Nacionalnega ljudskega kongresa, ki je bil na drugem mestu. Ta sprememba je pokazala, da je stranka nameravala Lija postaviti na drugo mesto v kitajski politični hierarhiji, takoj za generalnim sekretarjem stranke Ši Džinpingom. Prav tako se je istega leta osebno srečal z odkritim gejem Ma Baolijem (policistom, ki je postal poslovnež), da bi se pogovorila o nevarnosti, ki jo predstavlja HIV. V istem pogovoru, sta razpravljala o vprašanjih LGBT o preprečevanju diskriminacije, kar se razlaga kot znak, da se Ljudska republika počasi približa tej ideji, saj so velika kitajska podjetja že začela izkoriščati kupno moč skupnosti LGBT.

## Predsednik vlade (2013–2023)
15. marca 2013 je bil Li Kečjang v skladu s pričakovanji na 12. Nacionalnem ljudskem kongresu izvoljen za predsednika vlade. Na istem kongresu je bil generalni sekretar stranke Ši Džinping izvoljen za Predsednika. Li je nadomestil Wen Džjabaoja, ki se je po dveh premierskih mandatih upokojil. Od skoraj 3000 zakonodajalcev, zbranih na kongresu, jih je zanj glasovalo 2940, trije so bili proti, šest pa se jih je vzdržalo.
Kongres je 16. marca za podpredsednike Ljudske republike Kitajske izbral Žang Gaoli, Liu Jandong, Vang Jang in Ma Kai, potem ko jih je predlagal Li Kečjang. Svoj prvi pomembnejši govor je imel 17. marca ob zaključku državnega ljudskega kongresa, v katerem je pozval k varčevanju v vladi, pravičnejši porazdelitvi dohodka in nadaljevanju gospodarskih reform. Li se je osredotočil na to, da bi Kitajska prešla na gospodarstvo, ki temelji na potrošnji, namesto da se zanaša na rast, ki jo vodi izvoz. Leta 2013 je bil Li uvrščen na 14. mesto Forbesovega seznama najvplivnejših ljudi na svetu, potem ko je prevzel položaj kitajskega premiera.

### Notranja politika
Li ima akademsko izobrazbo s področja ekonomije, zato je trdno prepričan v uporabo zanesljivih ekonomskih podatkov za pomoč pri sprejemanju vladnih odločitev. Znano je, da preučuje ekonomske statistične podatke in rutinsko dvomi o zanesljivosti podatkov, s katerimi dela. Mednarodni mediji so Lija opisali kot začetnika tako imenovanega »Kečjangovega indeksa«, nekonvencionalnega kazalnika merjenja gospodarstva, ki ga je zasnoval Li in ki naj bi zaobšel pogosto nezanesljive uradne številke BDP ter tako služil kot boljši kazalnik gospodarskega zdravja in uporabnejši barometer za odločanje. Namesto da bi zbiral podatke samo o skupni gospodarski proizvodnji, je Li med delom v provinci Liaoning za spremljanje gospodarstva uporabljal tri druge kazalnike. To so bili obseg železniškega tovora, poraba električne energije in skupna posojila, ki so jih odobrile banke.
Ko je Li nastopil svoj mandat, se je Kitajska soočala s številnimi strukturnimi težavami, ki jih je podedovala od prejšnje vlade: z velikim številom nedonosnih posojil, s tem, da so bili številni velikanski infrastrukturni projekti, ki se jih je država lotila po svetovni finančni krizi, preobremenjeni z velikimi dolgovi in nižjimi prihodki od pričakovanih, ter z vse večjim razkorakom v bogastvu. V teh okoliščinah naj bi se Li odzval z izrazom, ki so ga skovali ekonomisti investicijske banke Barclays Capital in je postal znan kot »Likonomika«. Likonomika je bila sestavljena iz tridelnega pristopa, ki je vključeval vsesplošno zmanjšanje dolga, prenehanje obsežnih spodbujevalnih praks vlade Ven Džjaobaa in strukturne reforme. Vendar so do leta 2014 svetovni gospodarski pritiski in manjše povpraševanje po kitajskem izvozu povzročili nižje stopnje gospodarske rasti od pričakovanj. Medletna rast BDP je prvič po letu 1989 znašala manj kot 7,5 %. Lijeva vlada se je nato odzvala z znižanjem davkov za mala podjetja, projekti prenove revnih mestnih območij in novim krogom gradnje železnic, ki je bil osredotočen zlasti na notranjost države.
Po napovedi celovitih reform na Tretjem plenumu leta 2013 je Li postal vodilna osebnost vladnih prizadevanj za izvajanje reform. Tretji plenum je pozval, naj imajo tržne sile »odločilno« vlogo pri razporejanju virov, s čimer je domnevno želel zmanjšati vladno regulacijo prostega trga. V začetku leta 2014 je Li dejal, da so lokalne vlade še vedno neučinkovite pri upoštevanju reformnih smernic centralne vlade in da se nekatere vlade vmešavajo v zadeve, v katere ne bi smele biti vpletene, nekatere pa ne posvečajo pozornosti stvarem, ki bi jih morale. Li je poudaril, da je uspeh reform odvisen od »izvedbe in izvajanja«, ter kritiziral lokalne vlade, ker ne delujejo v podporo reformam.

### Zunanje zadeve
Li Kečjang je 18. maja 2013 prvič obiskal Indijo, da bi rešil kitajsko-indijske odnose in spodbudil gospodarske odnose. Dejal je, da izbira Indije za prvi mednarodni obisk poudarja pomembnost kitajskih odnosov s to državo. Med obiskom predsednika vlade Narendre Modija na Kitajskem leta 2015 sta Li in Modi skupaj posnela selfi v Nebeškem templju.
Med obiskom v Pakistanu se je srečal z najvišjim vodstvom države in izrazil svoje mnenje: »Kot najbližji prijatelj in brat Pakistana želimo pakistanski strani zagotoviti čim več pomoči«.
Li je na svojem prvem potovanju po Evropi obiskal tudi Švico in Nemčijo ter se srečal z voditeljema obeh držav.
Ameriški generalporočnik H. R. McMaster je o Li Kečjangu zapisal: »Če je imel kdo v ameriški skupini kakršen koli dvom o kitajskem pogledu na odnose z ZDA, bi ga Lijev monolog odpravil. Začel je z ugotovitvijo, da Kitajska, ki je že razvila svojo industrijsko in tehnološko bazo, Združenih držav ne potrebuje več«.
- Junij 2013, Li se sreča z južnokorejsko predsednico Park Geun-hje.
- December 2013, Li se sreča z nizozemskim predsednikom vlade Markom Ruttejem.
- Februar 2014, Li se sreča z ameriškim sekretarjem Johnom Kerryjem.
- Maj 2015, Li se sreča z brazilsko predsednico Dilmo Rousseff.
- November 2018, Li se sreča z ruskim predsednikom Putinom.

### Zmanjšanje birokracije
Li je še posebej kritičen do nepotrebne vladne birokracije, zlasti na najnižji ravni. Prepričan je, da številni uradniki na nižjih ravneh ne zagotavljajo učinkovitih storitev za javnost. V zvezi z njegovim zaničevanjem do te zadeve so Lijeve številne citirane anekdote postale viralne. Li je omenil primer, ko je moral državljan, ki je izpolnjeval obrazec za potovanje v tujino (kar je v LRK običajno), vpisati kontaktno osebo za nujne primere (državljan je kot kontaktno osebo vpisal svojo mamo), državni uradnik, ki je zadevo nadzoroval, pa je od državljana zahteval, naj predloži notarsko overjen dokument, s katerim bo »dokazal, da je njegova mama njegova mama«. Li je ta incident označil za »popolnoma absurden«. V drugem primeru se je skliceval na javnega uslužbenca na nižji ravni, ki je zahteval dokazilo, da enoletni otrok nima kazenske evidence, da bi lahko opravil vladno storitev. V še enem primeru je Li omenil starejšega državljana, ki je zaprosil za socialno pomoč in so ga državni uslužbenci prisilili k predložitvi dokazila, da »je še vedno živ«. V zvezi s slednjima dvema incidentoma je Li dejal: »To ni šala, vse je resnično!«

### Proizvodnja in tehnološke inovacije
Li Kečjang, glasen zagovornik spodbujanja tehnoloških inovacij, je obžaloval, da Kitajska letno proizvede 800 milijonov ton jekla, vendar še vedno uvaža specializirano vrsto nerjavnega jekla, ki je potrebno za izdelavo boljših ohišij za konice. Komentarji kitajskega premiera so povzročili osuplost v kitajski industriji, ki ni vajena biti tema glavnih političnih pogovorov. Podjetja za pisala so nekoč z veseljem proizvajala nekakovostna pisala, ki so jih včasih izvažala v tujino kot poceni ponaredke boljših blagovnih znamk. Zdaj so jim povedali, da se od njih pričakuje nekaj več.
Med javnimi nastopi je to pogosto ponavljal in dodal, da se mu zdi, da so pisala, ki uporabljajo domače proizvedene dele, slabša od tujih. Pisalo je postalo močan simbol za zaznane pomanjkljivosti kitajskega gospodarstva in tehnoloških zmogljivosti. »To je resnični položaj, s katerim se soočamo«, je dejal Li na srečanju z ekonomisti decembra 2015. »Ne moremo izdelati krogličnih pisal z gladko funkcijo pisanja«. Leta 2016 je Li nastopil na nacionalni televiziji in obžaloval, da njegovi državi ne uspe izdelati kakovostne različice tega na videz preprostega pripomočka. Li se je pritoževal, da so lokalno izdelane različice v primerjavi z nemškimi, švicarskimi in japonskimi »grobe«.
Na eni strani to, ali lahko Kitajska izdela odlično pisalo, ni tako zelo pomembno. Visokotehnološka in inovativna proizvodnja sta v središču programa osrednje vlade Made in China 2025, ki je namenjen spodbujanju domače rasti. Predmeti relativno nizke vrednosti, kot so pisala, niso bili prednostna naloga, vendar je bila uganka glede pisala simbolična. Njegov cilj je spodbuditi neodvisnost in inovativnost, saj gre za veliko več kot le pisala. Vprašanje konice pisala je prvi izpostavil Li Keqčjang in s tem ponudil vpogled v glavno težavo, s katero se soočajo kitajski proizvajalci - šibka konkurenčnost na področju ključnih tehnologij. Družba Taiyuan Iron and Steel (Group) Co, ki je v državni lasti, namerava v dveh letih množično proizvajati konice pisal in nadomestiti uvoz, so leta 2017 sporočili predstavniki družbe.

## Osebno življenje
Li je poročen s Čeng Hong, profesorico angleškega jezika in književnosti (zlasti ameriškega naturalizma) na Capital University of Economics and Business v Pekingu. Njen svak je bil nekoč namestnik sekretarja Zveze komunistične mladine. Govori pogovorno angleško.

## Nagrade in odlikovanja
- Nishan-e-Pakistan (Pakistan, 2013)[36]

## Publikacije
- Li, Yining; Meng, Xiaosu; Li, Yuanchao; Li, Keqiang (december 2018). Strategična izbira za kitajsko blaginjo (angleška različica). Prevod: Shi, Guangjun; Jiang, Hongxing. Singapur: South Ocean Publishing House.{{navedi knjigo}}:  Vzdrževanje CS1: samodejni prevod datuma (povezava)